# Méhoncourt
Méhoncourt és un municipi francès situat al departament de Meurthe i Mosel·la i a la regió del Gran Est. L'any 2007 tenia 248 habitants.

## Demografia

### Població
El 2007 la població de fet de Méhoncourt era de 248 persones. Hi havia 86 famílies, de les quals 12 eren unipersonals (4 homes vivint sols i 8 dones vivint soles), 31 parelles sense fills, 35 parelles amb fills i 8 famílies monoparentals amb fills.
La població ha evolucionat segons el següent gràfic:
Habitants censats

### Habitatges
El 2007 hi havia 98 habitatges, 88 eren l'habitatge principal de la família, 3 eren segones residències i 6 estaven desocupats. 95 eren cases i 2 eren apartaments. Dels 88 habitatges principals, 79 estaven ocupats pels seus propietaris i 9 estaven llogats i ocupats pels llogaters; 8 tenien tres cambres, 11 en tenien quatre i 70 en tenien cinc o més. 70 habitatges disposaven pel capbaix d'una plaça de pàrquing. A 40 habitatges hi havia un automòbil i a 47 n'hi havia dos o més.

### Piràmide de població
La piràmide de població per edats i sexe el 2009 era:
| Homes | Edats   | Dones |
| ----- | ------- | ----- |
| 0     | 95 o +  | 0     |
| 0     | 90 a 94 | 0     |
| 0     | 85 a 89 | 0     |
| 0     | 80 a 84 | 0     |
| 4     | 75 a 79 | 0     |
| 4     | 70 a 74 | 4     |
| 0     | 65 a 69 | 0     |
| 8     | 60 a 64 | 8     |
| 4     | 55 a 59 | 4     |
| 16    | 50 a 54 | 12    |
| 8     | 45 a 49 | 8     |
| 0     | 40 a 44 | 4     |
| 12    | 35 a 39 | 8     |
| 4     | 30 a 34 | 4     |
| 8     | 25 a 29 | 8     |
| 4     | 20 a 24 | 4     |
| 0     | 15 a 19 | 8     |
| 0     | 10 a 14 | 16    |
| 16    | 5 a 9   | 4     |
| 8     | 0 a 4   | 0     |

## Economia
El 2007 la població en edat de treballar era de 168 persones, 119 eren actives i 49 eren inactives. De les 119 persones actives 113 estaven ocupades (61 homes i 52 dones) i 6 estaven aturades (3 homes i 3 dones). De les 49 persones inactives 13 estaven jubilades, 20 estaven estudiant i 16 estaven classificades com a «altres inactius».

### Ingressos
El 2009 a Méhoncourt hi havia 93 unitats fiscals que integraven 275 persones, la mediana anual d'ingressos fiscals per persona era de 16.108 €.

### Activitats econòmiques
Dels 4 establiments que hi havia el 2007, 2 eren d'empreses de construcció, 1 d'una empresa de comerç i reparació d'automòbils i 1 d'una empresa financera.
L'únic servei als particulars que hi havia el 2009 era un electricista.
L'any 2000 a Méhoncourt hi havia 8 explotacions agrícoles que ocupaven un total de 610 hectàrees.

## Equipaments sanitaris i escolars
El 2009 hi havia una escola elemental integrada dins d'un grup escolar amb les comunes properes formant una escola dispersa.

## Poblacions més properes
El següent diagrama mostra les poblacions més properes.